# Marzio Lucchesi
Marzio Lucchesi (Parma, 11 ottobre 1947) è un vignettista e animatore italiano.
Dopo gli studi alla Scuola del Libro ad Urbino, ha creato personaggi tra i quali Alvaro, Tenius, Mostralfonso (con Romano Garolfalo) - quest'ultimo poi prodotto in animazione per la televisione e premiato al Salone Internazionale dell'Umorismo di Bordighera. Ha collaborato tra gli altri col Corriere dei Piccoli.